# ふれラジいばらき
『ふれラジいばらき』は、2011年4月4日から2013年3月29日まで茨城放送（現在のLuckyFM茨城放送）で放送していたワイド番組である。
「ふれラジ」とは、「触れ合うラジオ」「振れるラジオ」「フレンド・ラジオ」の3つの意味を持つ略語・造語であり、「茨城に触れる番組」「茨城の情報で（アンテナやメーターが）振れる番組」「フレンドリーな番組」でありたいという制作サイドの願いが込められている。

## 放送時間
- 月曜 - 金曜 9:00 - 12:50

## 出演者
特記の無い人物は全員茨城放送アナウンサー（後に離職した人物も含む）。

### 2011年4月4日 - 2011年9月30日
パーソナリティ
月曜・火曜：鹿原徳夫、水曜・木曜：阿部重典、金曜：渡辺美奈子
アシスタント
月曜・水曜：田中里実、火曜：新口絢子、木曜：宮田英里、金曜：梅嶋教信（西念寺僧侶）

### 2011年10月3日 - 2012年3月30日
パーソナリティ
月曜・火曜：さとう一声（元テレビ朝日アナウンサー）、水曜：KATSUMI （ミュージシャン）、木曜：阿部重典、金曜：今章子（元茨城放送アナウンサー）
アシスタント
月曜・水曜：田中里実、火曜：新口絢子、木曜：宮田英里、金曜：梅嶋教信（西念寺僧侶）

### 2012年4月2日 - 2013年3月29日
パーソナリティ
月曜・火曜：及川真（フリーアナウンサー・気象予報士）、水曜：KATSUMI （ミュージシャン）、木曜：阿部重典、金曜：今章子（元茨城放送アナウンサー）
アシスタント
月曜・火曜：宮田英里、水曜・木曜：新口絢子、金曜：梅嶋教信（西念寺僧侶）